# 胡耀邦与陆铿谈话事件
「胡耀邦与陆铿谈话事件」是指1985年5月10日下午，中共中央总书记胡耀邦在北京中南海与《百姓》半月刊社长、纽约《华语快报》发行人陆铿进行长达两小时访谈。陆铿回去后全文发表，赞扬胡耀邦，批评中共党内保守势力，在中央高层引起了轩然大波，成为1987年党内保守势力斥责胡耀邦的罪状之一。

## 谈话内容
胡耀邦与陆铿的谈话内容涉及了台湾问题、军队问题、邓小平退休问题、改革问题、保守派问题、知识分子问题等等。

## 后续
1985年5月，负责与陆铿联络的耿燕（全国人大常委会副委员长耿飙之女）拿到了清样。新华社香港分社社长许家屯派专人乘飞机将清样送交北京，胡耀邦阅读了清样，在文字上做了七处修改：
- 三处是“哈哈”胡耀邦要求删掉。
- 一处是说和中共中央党校校长王震“南辕北辙”的话，胡耀邦主张这句话删去。
- 一处是谈到胡乔木说：“他在‘文化大革命’的表现也不很好，特别是批邓运动中表现得很不好啊！”胡耀邦听其这么一说，情不自禁地说：“哈哈……你们的了解很细致的嘛，哈哈……说了些言不由衷的话。”胡要求删掉。
- 一处是牵涉到军队和邓小平的一句话：“照顾到军内历来的论资排辈习惯就让他兼任。”胡耀邦希望删去。
- 最后一处是涉及中共中央纪委第一书记陈云的，胡耀邦原话是“这位老同志”，他要求改为“老革命家”。

香港新华分社正副秘书长即面见陆铿，要求文章按胡耀邦的意见改动后发表。但陆铿表示杂志已经付印，拒绝改动，并给胡耀邦写了一个简函说明情况。1987年1月，胡耀邦辞去中共中央总书记职务，中共中央8号文件中指出：“胡耀邦同志……破坏集体领导原则，不和政治局其他同志商量，就接受包藏祸心的陆铿的访问，泄露了国家机密。并听任陆铿肆意攻击我党政治局委员（胡乔木）、书记处书记（邓力群）”。